# Jonny Greenwood Is the Controller
Jonny Greenwood Is the Controller — альбом-сборник, составленный гитаристом группы Radiohead Джонни Гринвудом и выпущенный 6 марта 2007 года в честь сорокалетия знаменитого лейбла звукозаписи Trojan Records. На альбоме собраны любимые песни Гринвуда в стиле регги и даб, изданные на данном лейбле. Буклет к альбому содержит работы Стэнли Донвуда, а также аннотации, написанные самим Гринвудом.

## Список композиций
1. «Dread Are the Controller» — Линвал Томпсон
2. «Let Me Down Easy» — Деррик Хэрриот
3. «I’m Still in Love (12" mix)» — Марша Эйткен
4. «Never Be Ungrateful (12" mix)» — Грегори Айзекс
5. «Bionic Rats» — Ли «Скрэтч» Перри
6. «Cool Rasta» — The Heptones
7. «Flash Gordon Meets Luke Skywalker» — Scientist & Jammy & The Roots Radics
8. «Black Panta» — Ли «Скрэтч» Перри и The Upsetters
9. «Fever» — Джуниор Байлс
10. «Beautiful and Dangerous» — Desmond Dekker & the Aces
11. «Dread Dub (It Dread Out Deh Version)» — Lloyd's All Stars
12. «Gypsy Man» — Марша Гриффитс
13. «A Ruffer Version» — Johnny Clarke & the Aggrovators
14. «Right Road to Dubland (Right Road to Zion Dub)» — The Jahlights
15. «Dreader Locks» — Джуниор Байлс и Ли «Скрэтч» Перри
16. «This Life Makes Me Wonder» — Делрой Уилсон
17. «Clean Race» — Скотти